# Papilio schmeltzi
Espèce
Statut de conservation UICN

NT : Quasi menacé
Papilio schmeltzi est une espèce de lépidoptères (papillons) de la famille des Papilionidae. L'espèce est endémique des îles Fidji.

## Description

### Imago
Le dimorphisme sexuel est faible. Les femelles ont un abdomen plus large que les mâle et sont un peu plus grande puisqu'elles font entre 94 et 106 mm d'envergure, contre 84-104 mm d'envergure pour le mâle.
À l'avers le mâle est noir velouté tandis que la femelles est marron foncé. Les ailes antérieures portent une mince bande subapicale blanche, réduite ou absente chez le mâle, et de petites macules blanches le long de la marge extérieure. Les ailes postérieures portent une large macule blanche dans l'aire postmédiane, qui se prolonge le long de la marge extérieure et qui surmontent des séries de lunules bleues submarginales et une série irrégulière de lunule oranges submarginales. Il y a de fine lunules blanches le long de la marge extérieure des ailes postérieures. Les ailes postérieures portent des queues courtes en forme de spatule.
Le revers est similaire à l'avers, mais la macule blanche des ailes postérieures est réduite à une fine série de macules blanches et les lunules bleues et oranges sont plus marquées et plus grandes.
Avec l'âge les marques bleues et oranges des deux côté des ailes réduisent en taille car les écailles tombent à cause du frottement avec la végétation, tandis que les parties blanches deviennent crème ou jaunâtre.
Le corps est noir avec des marques blanches.

### Juvéniles
Les oeufs sont lisses, sphériques et mesurent 1 à 1.2 mm de large. Ils sont d'abord jaune pâle, puis virent au brun et enfin au noir avant l'éclosion. Les chenilles connaissent cinq stades. Après l'éclosion elles mesurent 3 mm de long et atteignent 7.4 mm à la fin du premier stade. Elles mesurent 12,6 mm à la fin du deuxième stade, 20,6 mm à la fin du troisième, 29,2 mm à la fin du quatrième et 49,5 mm à la fin du dernier stade. 
Les quatre premiers stades sont luisants, marron avec de larges macules blanches et ressemblent à des fientes d'oiseaux. Les chenilles portent en outre des épines poilues qui diminuent en taille à chaque stade jusqu'à ce qu'il ne reste qu'une paire de petites cornes sur le prothorax et deux paires à l'arrière du corps. 
Le dernier stade généralement est vert, lisse et mat. Les chenilles ont en outre un ventre gris beige, couleur qui s'étend aurours du renflement du thorax et sur les flancs. Certaines chenilles qui utilisent Micromelum minutum comme plante-hôte sont au dernier stade vert-jaune, avec des tigrures kaki ou marron et des marques noires le long du thorax et sur les flancs.
La chrysalide mesure entre 30 et 39 mm de longueur. Elle est attachée à son support par son cremaster et par une ceinture de soie. Elle est incurvée et porte une protubérance pointue dans le dos et elle peut être verte ou brun orangé.

## Habitat et répartition
Papilio schmeltzi est endémique des îles Fidji.

## Systématique
L'espèce Papilio schmeltzi a été décrite pour la première fois en 1869 par Herrich-Schäffer dans Entomologische Zeitung.

## Papilio schmeltzi et l'Homme

### Menaces et conservation
Cette espèce est considérée comme "presque menacée" par l'UICN. Sa population est en diminution.